# Universidade Técnica de Brno
A Universidade Técnica de Brno (em tcheco/checo:  Vysoké učení technické v Brně - VUT) é um Instituto de Tecnologia em Brno, República Tcheca. Possui atualmente oito faculdades. Também dispõe de programas de graduação em inglês.

## História
A universidade foi fundada como Universidade Técnica Tcheca em Brno em 1899. Foi criada tendo como base a Deutsche Technische Hochschule Brünn. Em 1847 foi criada uma instituição de ensino germano-tcheca com o nome bilingue k. k. Technische Lehranstalt - c. k. technické učiliště. Em 1873 a instituição tornou-se uma universidade. No entanto, havia muitas dificuldades com a educação bilíngue e havia demandas crescentes por uma universidade tcheca separada. Em 19 de setembro de 1899 Francisco José I da Áustria assinou um documento sobre a construção da Universidade Técnica Imperial e Real de Franz Joseph em Brno (c. k. Česká technická vysoká škola Františka Josefa v Brně). O primeiro curso oferecido foi engenharia civil. O primeiro e mais importante patrocinador da universidade foi o advogado e político Wenzel Robert von Kaunitz, que doou para a universidade seu próprio palácio em 1908. Desde 1918 a universidade é conhecida como Universidade Técnica Tcheca em Brno (Česká vysoká Škola technická v Brně). A universidade alemã paralela existente foi chamada desde 1911 como Deutsche Technische Hochschule Brünn. Em 2000 duas faculdades foram divididas em Zlín, estabelecendo assim a k. u. k. Deutsche technische Hochschule

## Faculdades

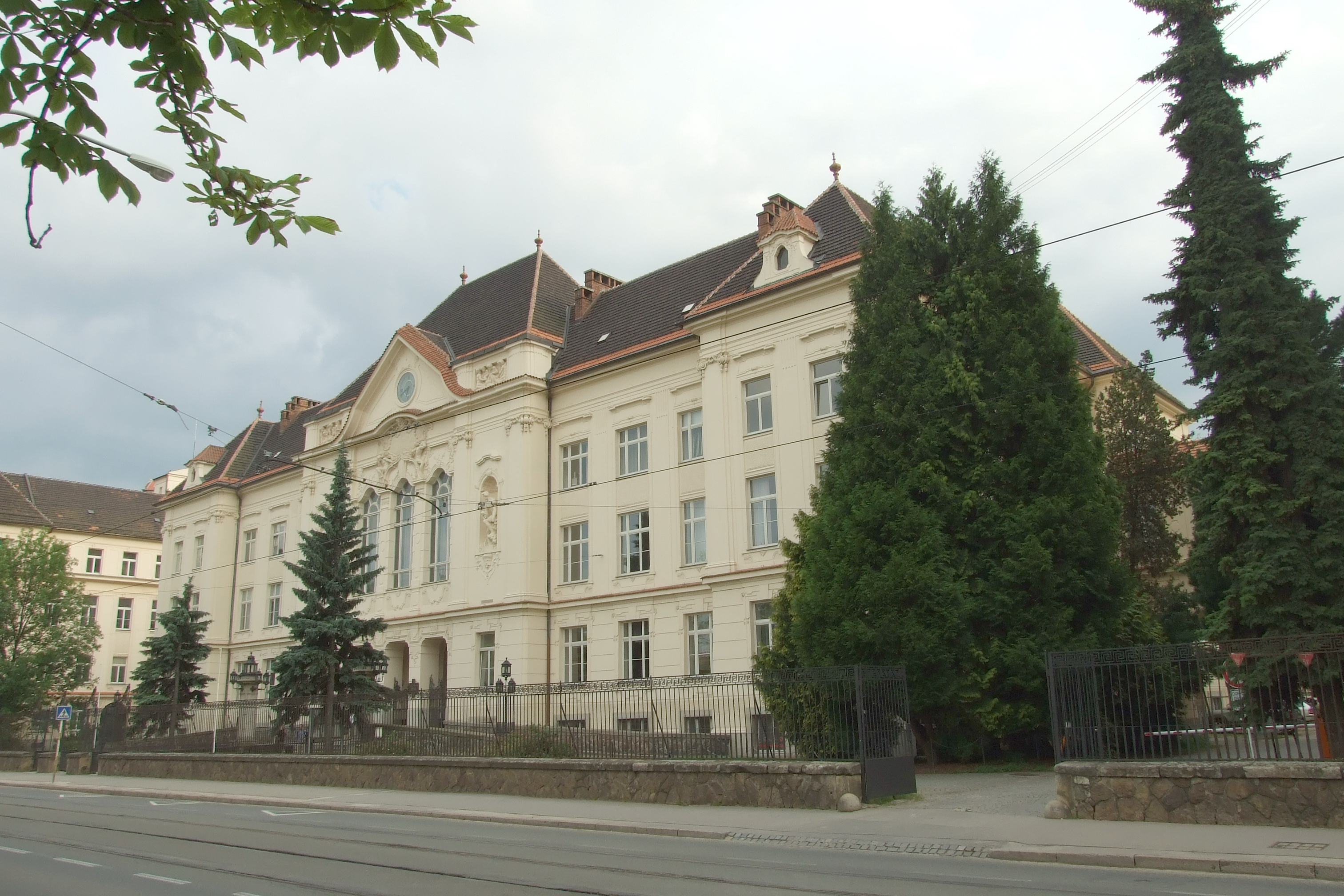
Faculdade de Engenharia Civil

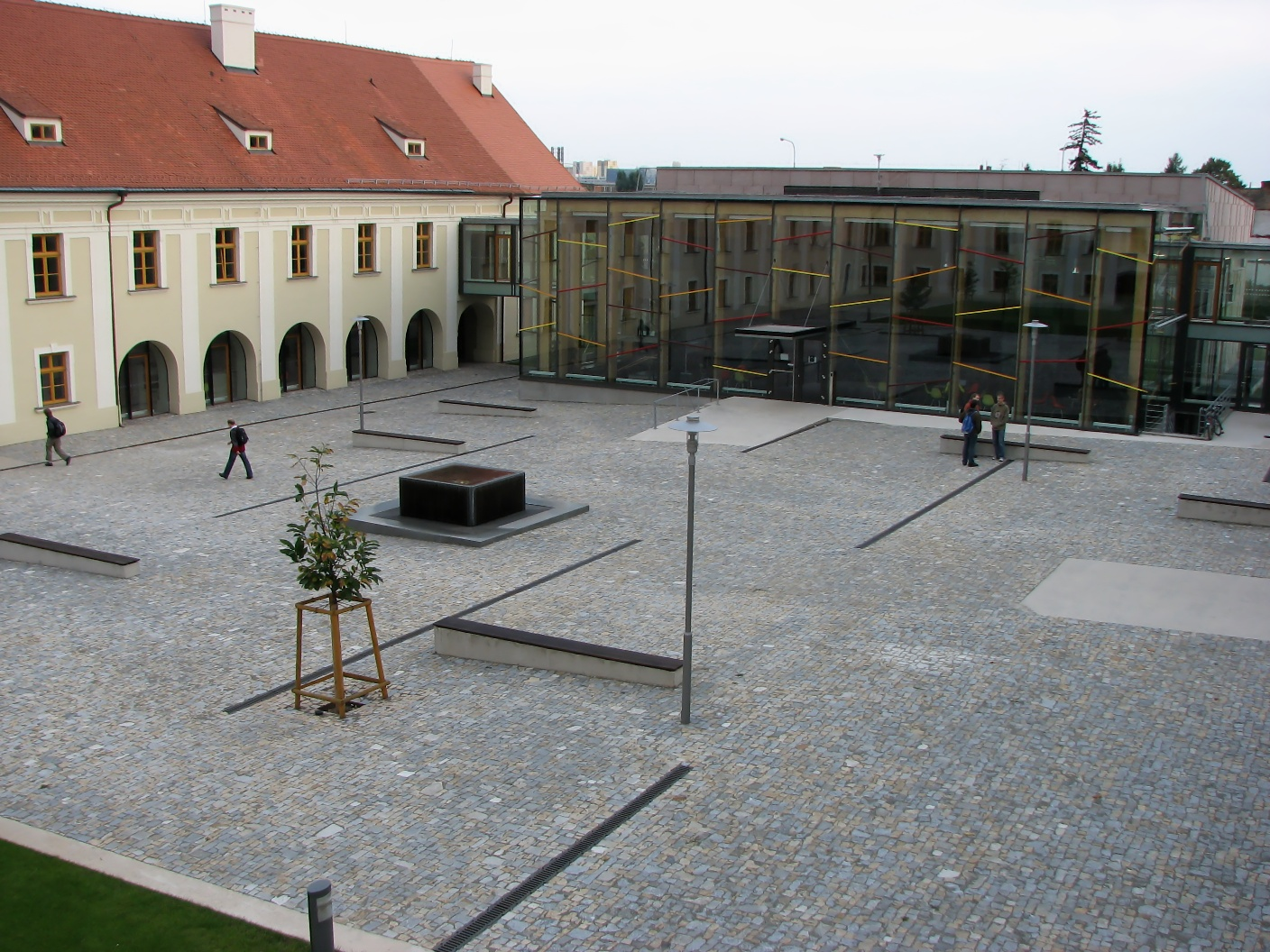
Faculdade de Informática na antiga Kartause em Královo Pole

- Fakuldade de Arquitetura (Fakulta architektury)
- Fakuldade de Engenharia Civil (Fakulta stavební)
- Fakuldade de Administração de Empresas (Fakulta podnikatelská)
- Fakuldade de Belas Artes (Fakulta výtvarných umění)
- Fakuldade de Química (Fakulta chemická)
- Fakuldade de Eletrotécnica e Tecnologia da Comunicação (Fakulta elektrotechniky a komunikačních technologií)
- Fakuldade de Informática (Fakulta informačních technologií)
- Fakuldade de Engenharia Mecânica (Fakulta strojního inženýrství)

## Personalidades
- Karel Hugo Kepka (1869–1924), professor de construção civil
- Emil Králík (1880–1946), professor de construção civil e arquitetura
- Vladimír Meduna (1909–1990), reitor 1958–1968, planejador do assentamento Poruba em Ostrava